# 다누마 오키마사
다누마 오키마사(일본어: 田沼意正, 1759년 ~ 1836년 4월 21일)는 무쓰 시모무라번의 5대 번주이며, 사가라번으로 복귀하여 초대 번주가 되었다. 초명은 다다노리(忠徳)이며, 통칭은 긴야(金弥), 겐바(玄蕃)이다. 관위는 종4위하, 겐바노카미(玄蕃頭), 나이젠노카미(内膳正)이다.
다누마 오키쓰구의 넷째 아들로 태어났으며, 어머니는 측실 다시로씨(田代氏)이다. 1774년 음력 7월 27일, 누마즈번 초대 번주 미즈노 다다토모의 딸과 혼인하고 그의 양자가 되어 미즈노 다다노리(水野忠徳)라 명명하였다. 1775년에는 쇼군 도쿠가와 이에하루를 알현하고, 종5위하 나카쓰카사노쇼호(中務少輔)에 서임되었다. 그러나 1786년, 아버지 오키쓰구가 실각하면서 양자의 연이 깨지고 다누마 가문으로 돌아갔으며, 어머니의 성을 따라 다시로 성을 취했다.
1804년, 무쓰 시모무라번주 다누마 오키사다가 죽자, 그 양자로서 번을 계승하였다. 그해 음력 10월 1일, 쇼군 도쿠가와 이에나리를 알현하고, 음력 12월 16일, 종5위하, 겐바노카미에 서임되었다. 1806년에는 오반가시라(大番頭)에 취임하였고, 1819년에는 와카도시요리에 취임하였다. 1823년, 쇼군 이에나리의 도움으로 옛 영지인 사가라로의 복귀가 허락되었다. 1825년 음력 4월 18일에는 소바요닌이 되었고 그해 음력 12월, 종4위하로 승진했다. 1834년, 병을 이유로 소바요닌 직을 사임하고, 1836년 음력 4월 21일에는 장남 오키토메에게 번주직을 물려주고 은퇴한 뒤, 음력 8월 24일, 78세의 나이로 생을 마감했다.
| 전임 다누마 오키사다 | 제5대 무쓰 시모무라번 번주 (다누마가) 1804년 ~ 1823년 | 후임 폐번 |

| 전임 막부령(다누마 오키아키) | 사가라번 번주 (다누마가, 재봉) 1823년 ~ 1836년 | 후임 다누마 오키토메 |

| 전임 공석(미즈노 다다아키라) | 에도 막부 소바요닌 1825년 ~ 1834년 | 후임 공석(호리 지카시게) |